# Torrée
Ein Torrée (französisch la torrée) ist ein traditionelles Herbstfeuer im Schweizer Kanton Neuchâtel.
Der Anlass entstand aus der landwirtschaftlichen Tradition, im Herbst jeweils gemeinsam eine Wurst und Kartoffeln auf dem grossen Feuer der Rodungsabfälle zu braten.